# Защитный механизм
Защи́тный механи́зм (психологи́ческая защи́та) — понятие глубинной психологии, обозначающее неосознаваемый психический процесс, направленный на минимизацию отрицательных переживаний. Защитные механизмы лежат в основе процессов сопротивления.

## История понятия
Термин был впервые введён Фрейдом в 1894 году в работе «Защитные нейропсихозы» и был использован в ряде его последующих работ для описания борьбы Я против болезненных или невыносимых мыслей и аффектов. Изначально Зигмунд Фрейд подразумевал под ним в первую очередь вытеснение, но в 1926 году, в приложении к работе «Торможения, симптомы и тревожность», он возвращается к старому понятию защиты, утверждая, что его применение имеет свои преимущества, «поскольку мы вводим его для общего обозначения всех техник, которые Я использует в конфликте и которые могут привести к неврозу, оставляя слово „вытеснение“ для особого способа защиты, лучше всего изученного нами на начальном этапе наших исследований». Позднее был более детально разработан другими психоаналитиками, в первую очередь Анной Фрейд. На данный момент это понятие, в той или иной форме, вошло в практику большинства психотерапевтов, независимо от направления психологии, которого они придерживаются.

## Содержание понятия
Функциональное назначение и цель психологической защиты заключается в ослаблении внутриличностного конфликта (напряжения, беспокойства), обусловленного противоречиями между инстинктивными импульсами бессознательного и усвоенными (интериоризированными) требованиями внешней среды, возникающими в результате социального взаимодействия. Ослабляя этот конфликт, защита регулирует поведение человека, повышая его приспособляемость и уравновешивая психику.

## Характеристики
Психоаналитики Кэлвин Холл и Гарднер Линдсей выделяли две основные характеристики защитных механизмов:
1. отрицание или искажение реальности;
2. действие на бессознательном уровне.

Искажению и отрицанию подвергается восприятие не только внутренней, но и внешней реальности: «Я» может защищать себя и незнанием о существовании определённых нужд и инстинктов, и незнанием о существовании внешних объектов». Для психотерапии особенно важна первая характеристика, так как именно она может приводить к социальной дезадаптации и другим проблемам.
Чаще всего люди используют защитные механизмы не по одному, а в комплексе. Кроме того, большинство людей имеют склонность «предпочитать» одни защиты другим, как если бы их применение происходило по привычке.

## Классификация
Не существует общепризнанной классификации защитных механизмов психики, хотя многие авторы публиковали свои собственные. Основные претензии к большинству классификаций — это либо недостаточная полнота (критикующий не находит в классификации важный для него психический процесс, который он относит к защитным), либо излишняя полнота (критикующий находит в классификации много психических процессов, которые не относит к защитным или вообще не выделяет как самостоятельные процессы). Это, по всей видимости, связано с тем, что минимизация отрицательных переживаний есть вообще естественная потребность любого живого организма (в частности, человека) и с некоторым допущением любой психический процесс можно признать направленным на достижение этой цели. Необходимость в выделении отдельных защитных механизмов связана с практической потребностью психологов в выделении и описании наиболее универсальных из неосознаваемых защитных процессов.
Большинство современных психологов признают определённый набор защитных механизмов, названия которых стали почти универсальными. Защитные механизмы принято подразделять на уровни (от двух до четырёх), но единого мнения о принципах этого разделения и о том, куда какую защиту относить, до сих пор нет. Ниже описана классификация, представленная в книге Нэнси Мак-Вильямс, в которой выделяется два уровня защитных механизмов по степени их «примитивности», в зависимости от того, насколько сильно их применение мешает индивиду адекватно воспринимать реальность.
По её мнению, человек, применяющий защиту, бессознательно стремится справиться с мощными угрожающими чувствами и дезорганизующими эмоциональными переживаниями либо использует защитные механизмы для поддержания самооценки. Автор также отмечает, что у человека есть предпочитаемые защиты. Предпочтение тех или иных защитных механизмов связано с опытом переживания последствий использования конкретных защит, детскими стрессовыми факторами, защитами, смоделированными значимыми взрослыми, и конституциональными особенностями человека.

### Первичные защитные механизмы
- Всемогущий контроль — восприятие себя как причины всего, что происходит в мире.
- Диссоциация — человек начинает воспринимать происходящее с ним так, будто оно происходит не с ним, а с кем-то посторонним.
- Интроекция, в частности идентификация с агрессором, — бессознательное включение в свой внутренний мир воспринимаемых извне взглядов, мотивов, установок и прочего других людей.
- Отрицание — полный отказ от осознания неприятной информации.
- Примитивная идеализация — восприятие другого человека как идеального и всемогущего.
- Примитивная изоляция, в частности защитное фантазирование — уход от реальности в другое психическое состояние.
- Проективная идентификация — бессознательная попытка навязать кому-либо роль, основанную на своей проекции, выраженной фантазией об этом человеке.
- Проекция — ошибочное восприятие своих внутренних процессов как приходящих извне.
- Расщепление Эго — представление о ком-либо как о только хорошем или только плохом, с восприятием присущих ему качеств, не вписывающихся в такую оценку, как чего-то совершенно отдельного.
- Соматизация, или конверсия, — тенденция переживать соматический дистресс в ответ на психологический стресс и искать в связи с такими соматическими проблемами медицинской помощи.

### Вторичные защитные механизмы
- Аннулирование, или Возмещение, — бессознательная попытка «отменить» эффект негативного события путём создания некого позитивного события.
- Вытеснение, Подавление или Репрессия — активное, мотивированное устранение чего-либо из сознания.
- Вымещение, Замещение или Смещение — бессознательная переориентация импульса или чувства с первоначального объекта на другой.
- Игнорирование, или Избегание, — контроль и ограничение информации об источнике пугающего психологического воздействия либо искажённое восприятие подобного воздействия, его наличия или характера.
- Идентификация — отождествление себя с другим человеком или группой людей.
- Изоляция аффекта — удаление эмоциональной составляющей происходящего из сознания.
- Интеллектуализация — неосознанное стремление контролировать эмоции и импульсы на основе рациональной интерпретации ситуации.
- Компенсация или Гиперкомпенсация — прикрытие собственных слабостей за счёт подчёркивания сильных сторон или преодоление фрустрации в одной сфере сверхудовлетворением в других сферах.
- Морализация — поиск способа убедить себя в моральной необходимости происходящего.
- Отыгрывание, Отреагирование вовне или Разрядка — снятие эмоционального напряжения за счёт проигрывания ситуаций, приведших к негативному эмоциональному переживанию.
- Поворот против себя, или Аутоагрессия, — перенаправление негативного аффекта по отношению ко внешнему объекту на самого себя.
- Раздельное мышление — совмещение взаимоисключающих установок за счёт того, что противоречие между ними не осознаётся.
- Рационализация — объяснение самому себе своего поведения таким образом, чтобы оно казалось обоснованным и хорошо контролируемым.
- Реактивное образование, Реактивное формирование или Формирование реакции — защита от запретных импульсов с помощью выражения в поведении и мыслях противоположных побуждений.
- Реверсия — проигрывание жизненного сценария с переменой в нём мест объекта и субъекта.
- Регрессия — возврат к детским моделям поведения.
- Сексуализация, или Инстинктуализация, — превращение чего-то негативного в позитивное за счёт приписывания ему сексуальной составляющей.
- Сублимация — перенаправление импульсов в социально приемлемую деятельность.